# 풍양초등학교 (경북)
풍양초등학교는 대한민국 경상북도 예천군 풍양면 낙상리에초등학교다.

## 학교 연혁
- 1933년 11월 29일 : 설립인가
- 1933년 12월 15일 : 초대 이장택 교장 부임
- 1934년 1월 10일 : 풍양공립보통학교 개교
- 1938년 4월 1일 : 풍양공립심상소학교로 개칭
- 1941년 4월 1일 : 풍양공립국민학교로 개칭
- 1980년 4월 26일 : 병설유치원 개원
- 1996년 3월 1일 : 풍양초등학교로 개칭
- 1996년 3월 1일 : 우망초등학교, 풍천초등학교 본교에 통폐합
- 2012년 9월 1일 : 제34대 장영호 교장 부임
- 2014년 2월 13일 : 제79회 24명 졸업(총 졸업생 8,958명)
- 2014년 3월 1일 : 8학급 편성(특수1, 시설학급1 포함)

## 풍양초등학교 링크
풍양초등학교 사이트